# Hyalellopsis bicolorata
Hyalellopsis bicolorata is een vlokreeftensoort uit de familie van de Acanthogammaridae. De wetenschappelijke naam van de soort is voor het eerst geldig gepubliceerd in 1948 door Bazikalova.